# Athyrma adjutrix
Athyrma adjutrix là một loài bướm đêm trong họ Erebidae.